# Papinska akademija za latinitet
Papinska akademija za latinitet (latinski: Pontificia Academia Latinitatis) je papinska akademija koja je zadužena za promicanje latinskog jezika i kulture te poticanje latinskog jezika u katoličkim institucijama u kojima se školuju svećenici. Osnovao ju je papa Benedikt XVI. Dana 10. studenog 2012. apostolskim pismom u obliku motu proprio. Akademija ovisi o Papinskom vijeću za kulturu. Prema statutu obveza akademije je brinuti se o publikacijama, susretima, znanstvenim skupovima i umjetničkim predstavama, o organiziranju tečajeva i drugih formativnih pothvata, te izložbi i natječaja.

## Vanjske poveznice
- Apostolsko pismo Benedikta XVI. i Statut Akademije na engleskom jeziku